# Twilight Zone
«Twilight Zone» es el cuarto sencillo de la banda Iron Maiden. Fue publicado el 2 de marzo de 1981. La canción fue lanzada también en los Estados Unidos como parte del álbum Killers, sin embargo, el lanzamiento británico no incluyó la canción. Cuando el álbum fue relanzado en el Reino Unido en 1998 la canción fue agregada a la lista de canciones.

## Lista de canciones
1. «Twilight Zone» (Harris, Murray) — 2:36
2. «Wrathchild» (Harris) — 2:56

## Miembros
- Steve Harris – bajo, coros
- Paul Di'Anno – voz
- Dave Murray – guitarra
- Adrian Smith – guitarra, coros
- Clive Burr – batería